# Mölnlycke

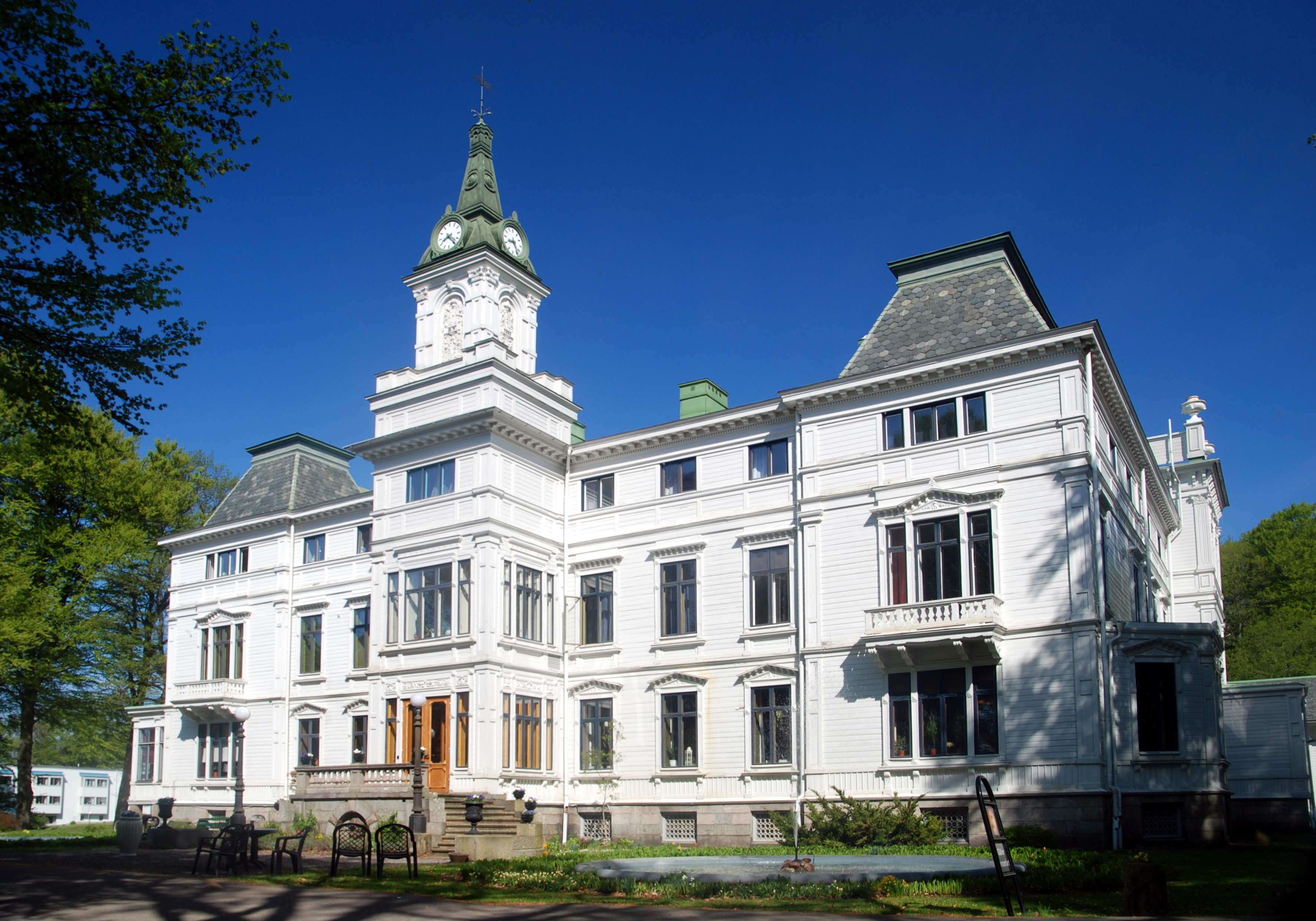
Colegio universitario de Wendelsberg

Mölnlycke situada justo al este de Gotemburgo. Es la capital del municipio de Härryda. Tiene una superficie de 7.97  km² y una población estimada para el 2005 de 14,439 habitantes. En la ciudad tienen sede el Colegio Universitario de Wendelsberg (Wendelsbergs Folkhögskola).